# Al Neri
Al Neri A Keresztapa című film egyik kitalált szereplője. Al Neri Michael Corleone személyes testőre, hűséges követője, ő a caporegime.
A filmben Richard Bright alakítja, míg a játékban Gary Chalk kölcsönzi a hangját.

## Al Neri története
Neri New York-i rendőrként kezdte pályafutását, ahol is híres volt temperamentumáról, jó reflexeiről és nagy fizikai erejéről. Miután felesége erőszakos viselkedése miatt elhagyta, megölt egy drogdíler stricit úgy, hogy bezúzta a koponyáját egy nagyméretű elemlámpával.

## Al Neri által elkövetett bűnök
- Moe Greene meggyilkolása Las Vegasban.
- Emilio Barzini meggyilkolása.
- Geary szenátor csőbehúzása a második részben, amikor egy Las Vegas-i bordélyban elkábítja Geary-t, megöli az örömlányt, majd a bűntettet a szenátorra keni, aki semmire nem emlékszik, így kénytelen behódolni Michael Corleone-nek.
- Fredo Corleone meggyilkolása a második rész végén egy horgásztavon.
- A harmadik részben: Gilday püspök meggyilkolása Rómában nem sokkal I. János Pál merénylete után.

## Fordítás
- Ez a szócikk részben vagy egészben  az   Al_Neri című angol Wikipédia-szócikk fordításán alapul.  Az eredeti cikk szerkesztőit annak laptörténete sorolja fel. Ez a jelzés csupán a megfogalmazás eredetét és a szerzői jogokat jelzi, nem szolgál a cikkben szereplő információk forrásmegjelöléseként.